# Metaversum

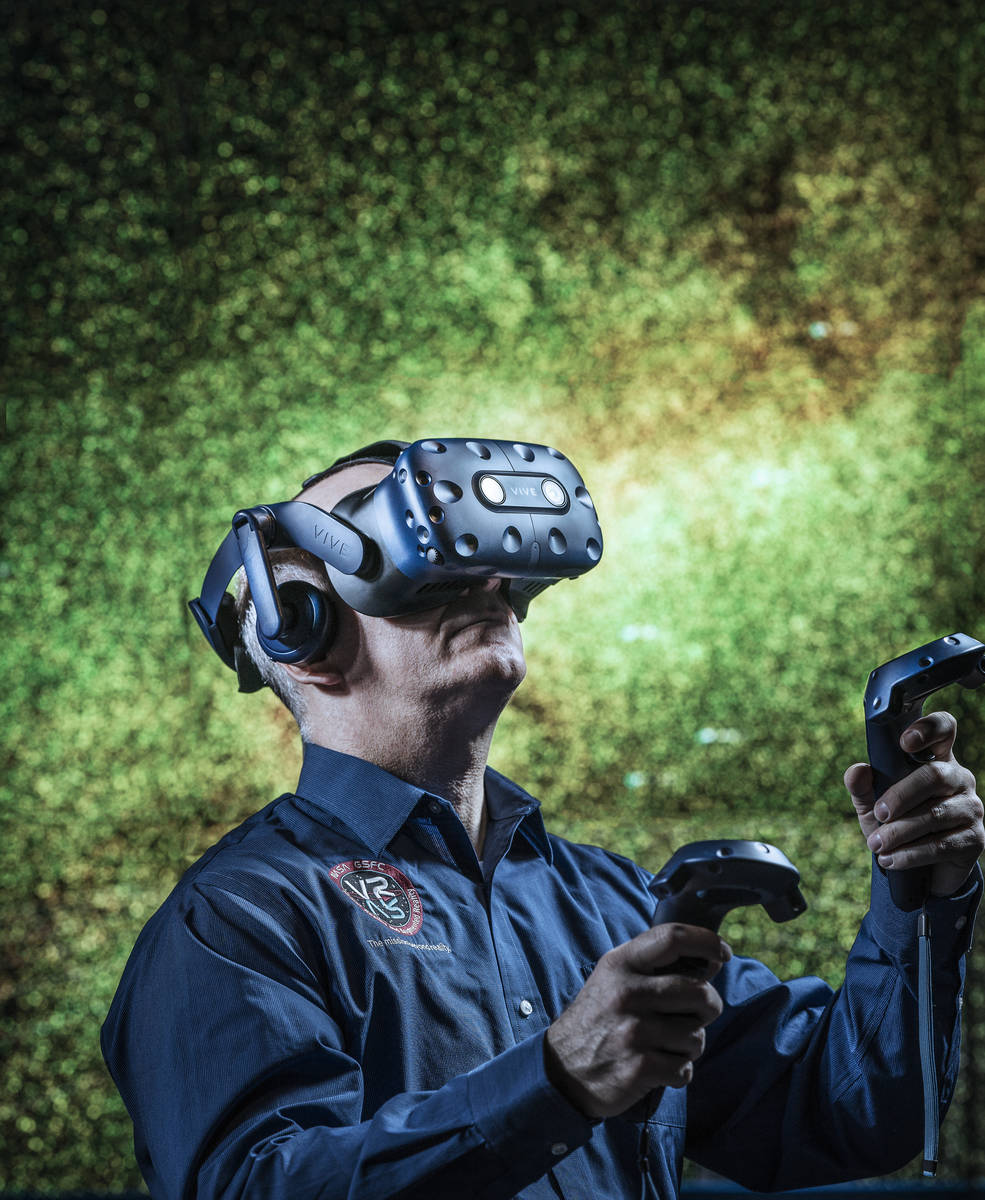
Virtual-Reality-Technologien sollen einer der möglichen Zugangspunkte für ein zukünftiges Metaversum werden.

Das Metaversum oder englisch Metaverse ist ein Konzept, bei dem ein digitaler Raum durch das Zusammenwirken virtueller, erweiterter und physischer Realität entsteht. Hauptaspekt ist es dabei, die verschiedenen Handlungsräume des Internets zu einer Wirklichkeit zu vereinigen. Das Konzept wird häufig mit einem starken Fokus auf virtuelle Sozialität beschrieben; eine zukünftige Iteration des Internets, in Form persistenter, gemeinsam genutzter, virtueller 3D-Räume, die zu einem wahrgenommenen virtuellen Universum verbunden sind. Solche sollen Individualisierung und alltägliche Aktivitäten in einem vergleichbaren Maße ermöglichen wie die physische Wirklichkeit.
Die Weiterentwicklungen für das Metaversum sind, wegen des Wunsches nach mehr Immersion, oft mit dem Fortschritt der Virtual-Reality-Technologie verknüpft. Das jüngste Interesse an der Entwicklung von Metaversen wird vom Web3 beeinflusst, einem Konzept für eine neue, dezentralisierte Generation des Internets. Sowohl der Begriff Web3 als auch Metaverse haben ein verstärktes Nutzen als Schlagworte erfahren, um die Entwicklungsfortschritte diverser verwandter Technologien und Projekte für Zwecke der Öffentlichkeitsarbeit zu übersteigern. Ähnlich der Social-Media- und Videospielbranche gelten Datenschutz, Mediensucht und Benutzersicherheit als verstärkte Bedenken innerhalb des Metaversums.

## Etymologie

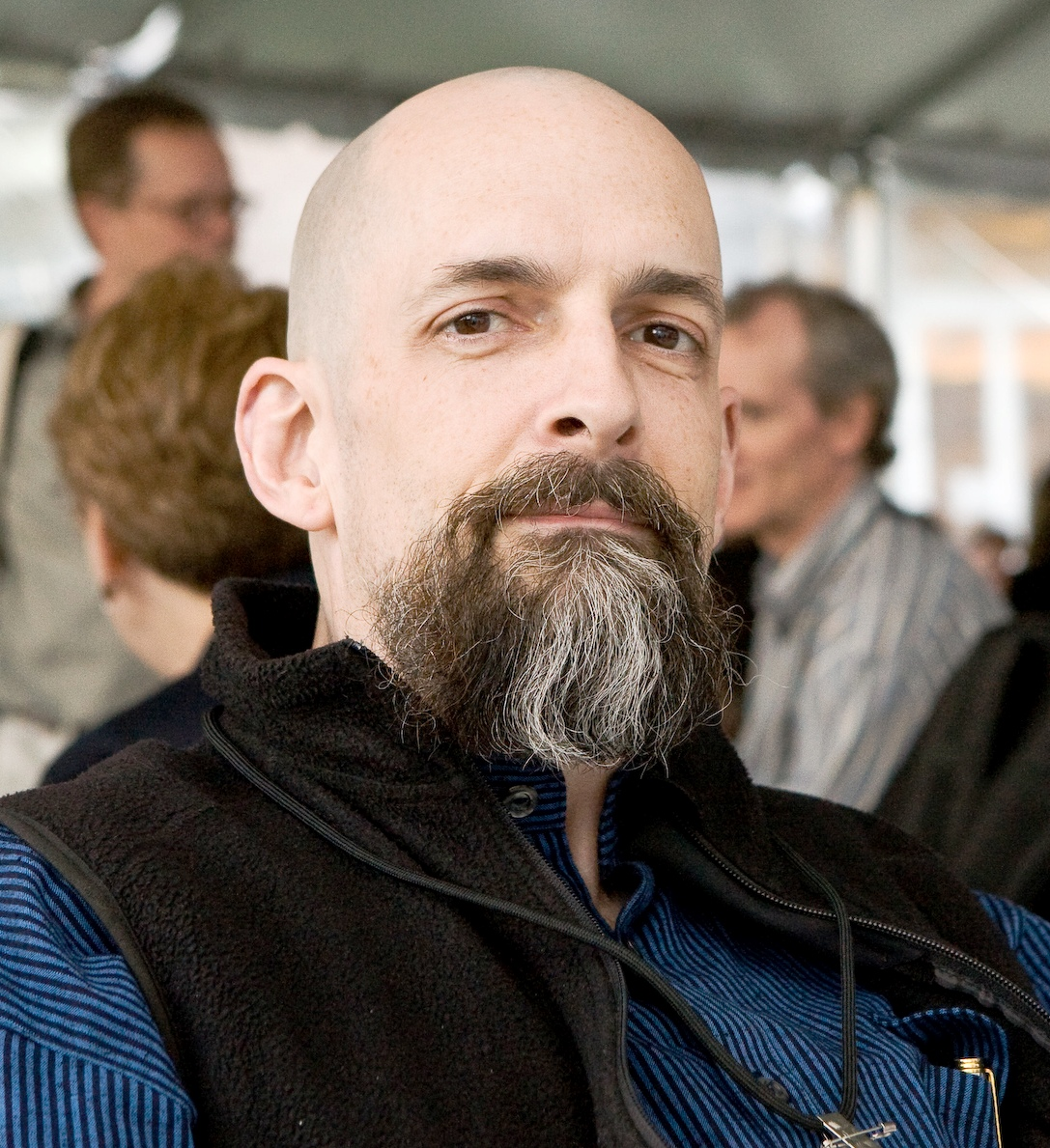
Neal Stephenson (2008)

Metaversum ist ein Kofferwort aus der Vorsilbe meta‑ (in der Bedeutung „jenseits“) und Universum. Geprägt wurde der Begriff 1992 von Neal Stephenson in seinem Science-Fiction-Roman Snow Crash. Der Roman beschreibt im Wechsel das „echte“ Leben der Protagonisten in Los Angeles und das Leben als Avatar im Metaverse, einer einhundert Meter breiten Straße, die um einen schwarzen, kugelförmigen Planeten führt. Im Epilog behauptet Neal Stephenson, dass er den Begriff für dieses Buch als Marketinggag erfunden habe, ebenso wie „Avatar“.

## Geschichte und Entwicklung

### Herkunft und erste Anfänge

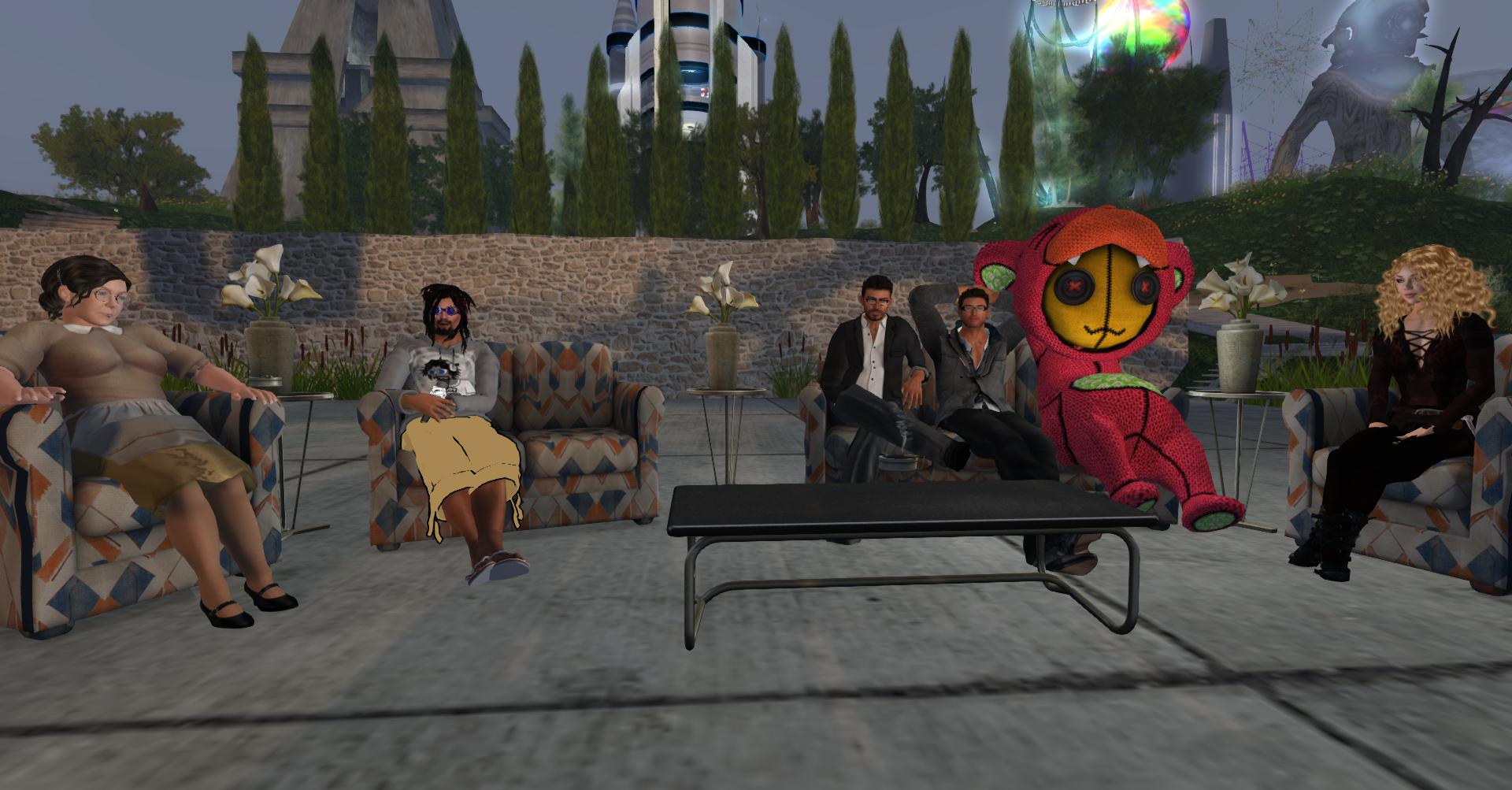
Avatare in der virtuellen Welt von Second Life

Einen ersten Ansatz für ein Metaversum hatte das MMORPG Habitat aus dem Jahr 1985 (noch bevor Neal Stephenson den Begriff geprägt hat). Mit dem Aufkommen von zunehmend günstigerem und flächendeckenderem Internetzugang folgten ab Mitte der 1990er Jahre Online-Plattformen zum Aufbau von für die damalige Zeit realistischen virtuellen Welten mit vielen Interaktionsmöglichkeiten wie zum Beispiel Active Worlds (1995) und The Palace (1995). 2003 ging Second Life online, das mit Abstand erfolgreichste Metaversum mit über 70 Millionen registrierten Nutzern (Stand 2022). Von 2004 bis 2008 bestand das Open Source Metaverse Project.

### Verbreitung bei Konsumenten
Seit den 2020er Jahren erlebte das Metaversum einen neuen Hype durch den Verkauf von virtuellem Land (Decentraland, The Sandbox) in Form von NFTs. Ebenso existieren Projekte wie NEOS VR und Dual Universe, die darauf abzielen, riesige Welten erschaffbar zu machen, die letztlich zu einem Metaversum heranwachsen sollen.
Tim Sweeney, der Gründer des Fortnite-Studios Epic Games, hatte mehrfach bekräftigt, an einem Metaversum arbeiten zu wollen. Im April 2021 hat Epic Games offiziell die Pläne für ein Metaversumsprojekt bestätigt.
Im Juli 2021 kündigte Mark Zuckerberg an, sich mit seinem Unternehmen Facebook Inc. auf die Entwicklung eines Metaversums konzentrieren zu wollen. Am 28. Oktober 2021 teilte er die Umbenennung des Konzerns in Meta Platforms mit. Als Gegenentwurf dazu möchte Animoca Brands ein plattformübergreifendes offenes Metaversum aufbauen, das dezentral kontrolliert wird.
Frankreichs Präsident Macron kündigte 2022 an, für den Aufbau eines europäischen Metaversums kämpfen zu wollen.

### Akzeptanz in der Industrie
An der für die Technologiewelt bedeutenden Consumer Electronics Show 2022 wurde das Metauniversum als einer der wichtigsten Zukunftstrends bezeichnet. Christiano Amon, Geschäftsführer des Chipkonzerns Qualcomm, erklärte das Metauniversum mit dem Vergleich, dass jeder Nutzer einen digitalen Zwilling erhalte. Dafür seien Virtual-Reality-Brillen und Kopfhörer notwendig.
Neben Angeboten für Privatnutzer ist spätestens seit 2022 ein starkes Interesse der Industrie am Metaversum festzustellen. Anwendungsfälle ergeben sich hierbei entlang der gesamten industriellen Wertschöpfungskette, unter anderem bei der Optimierung von Prozessen und Schulungen in Produktion und Logistik, Montage, Service etc. mithilfe von Augmented-Reality- bzw. Mixed-Reality-Anwendungen. Konzerne wie Nvidia, Siemens und Teamviewer haben Angebote für diesen Bereich entwickelt.

## Technologie

### Hardware
Als Zugangspunkte für ein Metaversum sind handelsübliche Computer und Smartphones, aber auch Augmented Reality, Mixed Reality und Virtual Reality angedacht.
Die starke Abhängigkeit der Metaversums-Entwicklungen von VR-Technologien begrenzt die breite Akzeptanz in der Öffentlichkeit jedoch bisher. Bisher mangelt es VR-Technologie entweder an der notwendigen Mobilität oder den ausreichenden grafischen Kapazitäten um glaubwürdige Immersion zu erzeugen. Ein weiteres Problem für die breite Einführung der Technologie sind anfallende Kosten, da sich die Preise für VR-Headsets zwischen 300 und 3500 Euro bewegen (Stand 2022).
Daher konzentriert sich die bisherige Hardwareentwicklung auf die Überwindung der entsprechenden Einschränkungen von VR-Headsets, deren Sensoren und die zunehmende Immersion mit haptischer Technologie.

### Software
Bisher gibt es keine standardisierten Metaversum-Implementierungen, und bestehende Implementierungen beruhen hauptsächlich auf proprietärer Technologie. Interoperabilität gehört zu den Hauptanliegen bei der Entwicklung von Metaversen, was auf Bedenken hinsichtlich Transparenz und Datenschutz zurückzuführen ist. Auch Fahrzeuge können als Tor zum Metaversum dienen.
Zu den erwähnenswerten Projekten zählen Universal Scene Description, welches NVIDIA seit 2021 als Metaversum-Entwicklungstools übernommen hat, glTF, eine Spezifikation der Khronos Group für die effiziente Übertragung und das Laden von 3D-Szenen und -Modellen und OpenXR, ein offener Standard für den Zugriff auf Virtual- und Augmented-Reality-Geräte und deren Inhalte. Letzteres wurde unter anderem von Microsoft für HoloLens 2, Meta-Plattforms für Oculus Quest, HTC für HTC Vive, Qualcomm für die Snapdragon Spaces XR-Entwicklerplattform und von Valve für SteamVR übernommen.

## Fiktion

### Snow Crash(1992)
Der Begriff Metaverse wurde 1992 in Neal Stephensons Science-Fiction-Roman Snow Crash geprägt, in dem Menschen als programmierbare Avatare miteinander und Software-Agenten in einem dreidimensionalen virtuellen Raum interagieren, der die Metapher der realen Welt verwendet. Stephenson verwendete den Begriff, um einen auf virtueller Realität basierenden Nachfolger des Internets zu beschreiben.
Neal Stephensons Metaversum erscheint seinen Benutzern als eine städtische Umgebung, die entlang einer 100 Meter breiten Straße entwickelt wurde, die als Street bezeichnet wird und sich über den gesamten 65536 km = 216 km langen Umfang eines konturlosen, schwarzen, perfekt kugelförmigen Planeten erstreckt. Die virtuelle Immobilie gehört der Global Multimedia Protocol Group, einem fiktiven Teil der Real Association for Computing Machinery, und kann gekauft und darauf gebaut werden.
Benutzer des Metaversums greifen darauf über persönliche Terminals zu, die ein hochwertiges Virtual-Reality-Display auf eine vom Benutzer getragene Brille projizieren, oder über körnige öffentliche Schwarzweiß-Terminals in Kabinen. Die Benutzer erleben es aus der Ich-Perspektive. Stephenson beschreibt eine Subkultur von Menschen, die sich dafür entscheiden, kontinuierlich mit dem Metaversum verbunden zu bleiben. Aufgrund ihres grotesken Aussehens erhalten sie den Spitznamen „Wasserspeier“.

### Otherland (1996–2001)
Die Tetralogie Otherland verwendet den Begriff nicht direkt aber „das Netz“ ist eine vollständige immersive Virtuelle Realität und die Fragen was wäre, wenn die Bindung an die reale Existenz sich auflöst oder jegliche Bedeutung verliert überlässt der Autor Ted Williams dabei vollkommen den Lesern.

### Ready Player One
Referenzen finden sich auch im Roman Ready Player One von Ernest Cline, in dem eine virtuelle Welt – genannt „Oasis“ – als eskapistischer Ort dient, in den die Bürger der tatsächlichen Realität, die ihrerseits einer apokalyptischen Welt gleicht, fliehen. Facebook- und nun Meta-Chef Mark Zuckerberg verteilte die Romanvorlage, die von Steven Spielberg verfilmt wurde, an seine Mitarbeiter als Inspiration für die Entwicklung künstlicher Welten bei Meta.

## Kritik und Bedenken

### Durchführbarkeit
Die New York Times argumentiert, dass Metaversen derzeit keine wirkliche Größe entwickeln könnten, da es an Infrastruktur für Hardware und Software mangele, ein monopolistischer Ansatz bei der Plattformentwicklung verfolgt werde und klare Governance-Standards fehlten.
Im Dezember 2021 gab Raja Koduri, Senior Vice President von Intel, an, dass um ein wirklich beständiges und immersives Metaversum für Milliarden von Menschen in Echtzeit zugänglich zu machen, eine tausendfache Steigerung der heutigen Recheneffizienz erforderlich wäre. Generell wird eine wirklich immersive Umsetzung eines Metaversums daher nicht vor 2040 erwartet.

### Privatsphäre
Der Datenschutz zählt zu den Hauptbedenken eines Metaversums, da eine Umsetzung es Unternehmen erlauben würde, um ein Vielfaches größere Datenmengen von Nutzern zu sammeln, als bisher im Internet üblich. Meta Platforms (früher Facebook) plant, gezielte Werbung innerhalb ihres Metaversums einzusetzen, was weitere Bedenken im Zusammenhang mit der Verbreitung von Fehlinformationen und dem Verlust der Privatsphäre aufkommen lässt.

### Benutzersicherheit
Benutzerabhängigkeit und problematische Nutzung sozialer Medien sind ein weiteres Problem. Internetabhängigkeit, soziale Medien und Videospielsucht können über einen längeren Zeitraum psychische und physische Auswirkungen haben, wie Depressionen, Angstzustände und andere Schäden im Zusammenhang mit einer verstärkt sitzenden Lebensweise, wie z. B. ein erhöhtes Risiko für Fettleibigkeit und Herz-Kreislauf-Erkrankungen. Experten befürchten auch, dass das Metaversum ähnlich wie bestehende Internettechnologien als Realitätsflucht genutzt werden könnte.
Cyber-Kriminalität, wie sexueller Missbrauch oder Belästigung und andere Sicherheitsprobleme der Benutzer sind erhebliche Herausforderungen bei aktuellen sozialen Virtual-Reality-Plattformen und könnten in einem Metaverse ähnlich weit verbreitet sein. Die potenzielle Präsenz von Kinderentführern auf Metaverse-Plattformen ist ein weiteres Problem, zusammen mit einem Potenzial für die Verschlechterung von Depressionen und Einsamkeit bei Kindern.

### Soziale Themen
Die Metaverse-Entwicklung kann die sozialen Auswirkungen von Online-Echokammern und digital entfremdeten Räumen verstärken. Des Weiteren könnten klassische Social-Media-Engagement-Strategien ausgenutzt werden, um Benutzer mit voreingenommenen Inhalten zu manipulieren. Im Jahr 2022 kritisierte Keza MacDonald von The Guardian den Utopismus von Technologieunternehmen, die behaupten, dass ein Metaversum eine Atempause von Ausbeutung, Vorurteilen und Diskriminierung von Arbeitnehmern bedeuten würde. MacDonald erklärte, dass sie der Entwicklung von Metaversen positiver gegenüberstehen würde, wenn sie nicht von „Unternehmen und Katastrophenkapitalisten dominiert würden, die, da die Ressourcen der realen Welt schwinden, nur versuchen einen anderen Weg zu finden um Geld zu verdienen.“ Marketingprofessor Andreas Kaplan, argumentierte aufgrund von Untersuchung mit Second-Life-Nutzern, dass ein Metaversum aufgrund seines starken Suchtpotenzials gesellschaftlich einen allgemein negativen Einfluss haben kann.

### Fokus auf Unterhaltung
Laut einer 2022 von Civey im Auftrag von Teamviewer erstellten Studie herrscht in der breiten Öffentlichkeit ein eher schlechtes Verständnis vom Metaversum. Als bedeutende Anwendungsfälle werden insbesondere Unterhaltungsangebote wie Videospiele wahrgenommen.
Die Studie zeigt jedoch auf, dass knapp ein Drittel der Befragten auch industrielle Anwendungen wie Planung und Simulation als Chance begreifen. Nach einer Erhebung des Bundesverband Digitale Wirtschaft (BVDW) plant ein Drittel aller Unternehmen zusätzliche Investitionen in das industrielle Metaversum (Stand: Mitte 2022).

## Rezeption
- Im Roman Ready Player One aus dem Jahr 2011 und in seiner Verfilmung von 2018 wird das Metaversum fiktiv thematisiert.
- Die Tetralogie Otherland (1998–2002) des Autors Tad Williams spielt zu großen Teilen in einem Metaversum.
- Der Roman Das Netz verfasst 1996 von Wolfgang Hohlbein unter Mitarbeit von Dieter Winkler beschreibt eine dystopische Zukunft im Berlin der 2020er Jahre, in der das Metaverse  und seine Kommerzialisierung bereits Realität ist.
- Einen besonderen Einfluss auf die Debatte um das Metaversum haben Beiträge von Matthew Ball. Sein Essay The Metaverse: What It Is, Where to Find it, Who Will Build It, and Fortnite[75] und darauf aufbauende Artikel wurden von Meta- (ehemals „Facebook“-)Chef Mark Zuckerberg zur Pflichtlektüre für seine Mitarbeiter erklärt.[76]
- Das Metaverse war im Mai 2022 Thema der philosophischen Diskussionsrunde „Sternstunde Philosophie“ im SRF[77]